# Tonie Marshall
Tonie Marshall (Neuilly-sur-Seine, 1951. november 29. – Párizs, 2020. március 12.) háromszoros César-díjas francia-amerikai színésznő, forgatókönyvíró, rendező.

## Fontosabb filmjei

### Színészként
- L'oiseau rare (1973)
- L'événement le plus important depuis que l'homme a marché sur la Lune (1973)
- Vous ne l'emporterez pas au paradis (1975)
- Mords pas, on t'aime! (1976)
- Rien ne va plus (1979)
- Éretlenek (Les sous-doués) (1980)
- La gueule du loup (1981)
- Merci Bernard (1982–1984, tv-sorozat, 15 epizódban)
- Archipel des amours (1983)
- Qui trop embrasse... (1986)
- Beau temps mais orageux en fin de journée (1986)
- A titkos fiók (Le tiroir secret) (1986–1987, tv-film)
- Coeurs croisés (1987)
- Pour rire! (1996)
- Musée haut, musée bas (2008)
- Hitler Hollywoodban (Hitler à Hollywood) (2010)

### Forgatókönyvíróként, rendezőként, producerként
- Pentimento (1989, forgatókönyvíró, rendező)
- Pas très catholique (1994, forgatókönyvíró, rendező)
- Avant mais après (1994, rövidfilm, rendező)
- 3000 scénarios contre un virus (1995, tv-sorozat, egy epizód, rendező)
- Enfants de salaud (1996, forgatókönyvíró, rendező)
- Nous, sans-papiers de France (1997, rövidfilm, társrendező)
- Vénusz szépségszalon (Vénus beauté) (1999, forgatókönyvíró, rendező)
- Tontaine et Tonton (2000, tv-film, rendező)
- Közel a mennyországhoz (Au plus près du paradis) (2002, forgatókönyvíró, rendező)
- France Boutique (2003, forgatókönyvíró, rendező)
- Les falbalas de Jean-Paul Gaultier (2004, tv-dokumentumfilm, forgatókönyvíró, rendező)
- Vénusz és Apolló (Vénus & Apollon) (2005–2009, tv-sorozat, forgatókönyvíró (nyolc epizód), rendező (egy epizód), producer (egy epizód), supervising producer (2009, három epizód))
- Egy pasi, egy nő, sok lé meg egy BMW (Passe-passe) (2008, forgatókönyvíró, rendező, producer)
- X Femmes (2009, tv-sorozat, egy epizód, forgatókönyvíró, rendező)
- Cinkosok (Complices) (2009, producer)
- On bosse ici! On vit ici! On reste ici! (2010, rövidfilm, társrendező)
- Szerencsés szerencsétlenek (Ouf) (2012, producer)
- Szex, szerelem, terápia (Tu veux... ou tu veux pas?) (2014, forgatókönyvíró, rendező, producer)
- Les 18 du 57, Boulevard de Strasbourg (2014, rövidfilm, társrendező)
- A barna Mercedes (Moka) (2016, producer)
- Petit homme (2016, rövidfilm, producer)
- Cannabis (2016, tv-sorozat, hat epizód, producer)
- Numéro une (2017, forgatókönyvíró, rendező, producer)
- Don't Forget Me (2017, executive producer)
- Si tu vois ma mère (2019, tv-film, producer)
- Le Princess (tv-sorozat, producer)

## Díjai
- César-díj (1999, a legjobb, a legjobb rendező – Vénusz szépségszalon (Vénus beauté))